# Kosmologische Simulation
Kosmologische Simulationen sind Computersimulationen, die das dynamische Verhalten von Materie in großen Raumbereichen über Zeiträume von Milliarden Jahren modellieren und berechnen.

## Simulationen als Untersuchungsmethode
Für die Untersuchung der Strukturbildung im Universum haben diese Simulationen bisher entscheidende Erkenntnisse geliefert. Sie stellen die zeitliche Entwicklung einer Anordnung dunkler Materie in einem Raumbereich dar. Ein populärer Vertreter ist die Millennium-Simulation. Die bisher durchgeführten Simulationen unterscheiden sich hauptsächlich in der Qualität ihrer Auflösung und der Größe des simulierten Volumens.

### Globale Simulationen
Globale Simulationen enthalten zum Simulationsbeginn eine große Anzahl gleichmäßig verteilter dunkler Materiepartikel und erzeugen im Simulationsverlauf Filamente und Voids. Das sind Strukturen, die den größten im beobachtbaren Universum entsprechen. Die bereits genannte Millennium-Simulation gehört zu den globalen Simulationen. Der Zweck solcher Simulationen ist es, die beobachtete Struktur des Universums mit den Vorhersagen zu vergleichen und damit die Parameter des ΛCDM-Modells (sprich: Lambda-CDM) zu überprüfen. Einen Erfolg stellt es dar, dass die ΛCDM Parameter zu einer Bottom-up Strukturbildung mit großer Ähnlichkeit zur Beobachtungslage führen. Außerdem ist das frühe Auftauchen von Quasaren wenige 100 Millionen Jahre nach dem Urknall, das im Sloan Digital Sky Survey festgestellt wurde, verträglich mit dem Simulationsergebnis.

### Lokale Simulationen
Lokale Simulationen wie die Aquarius-Simulation betrachten die Entwicklung eines einzelnen dunkle-Materie-Halos. Die Aquarius-Halos sind in ihrer Masse und kosmischen Nachbarschaft dem Milchstraßenhalo ähnlich. Diese Ähnlichkeit ermöglicht statistische Vorhersagen über die zu erwartende Dichte- und Geschwindigkeitsverteilung der dunklen Materie innerhalb der Milchstraße. Solche Vorhersagen sind für den Versuch des direkten Nachweis von dunkler Materie interessant, da sie prinzipiell im Labor überprüfbare Aussagen über die Energie und Bewegungsrichtung der Teilchen in dem Bereich treffen, in dem sich Sonne und Erde um das galaktische Zentrum bewegen. Außerdem sagen sie das von der Erde beobachtbare Gammastrahlungsmuster voraus, dass durch Annihilation dunkler Materie erzeugt werden könnte. In dieser Strahlung sollte für einen Beobachter über den ganzen Himmel eine Strahlungsintensität zu beobachten sein, die der in der Sichtlinie liegenden dunkle-Materie-Menge entspricht. Dies wäre eine Überlagerung aus zwei Mustern. Das eine wäre ausgelöst durch den Halo selbst mit seiner ungefähr ellipsoiden Form und gleichmäßig nach außen abnehmenden Dichte. In Richtung des galaktischen Zentrums wäre also die größte Intensität zu beobachten, die von dort aus in alle Richtung abnehmen würde. Die geringste Intensität tritt also nahe dem Antipodenpunkt zum Zentrum auf. Die zweite Musterkomponente wären viele kleinräumige Helligkeitsanstiege in der Größenordnung und Anzahl vorhergesagter Subhalos. Sollte diese Strahlungsverteilung beobachtet werden, wäre nicht nur die Energie dieser dunkle-Materie-Teilchen bekannt, sondern auch deren großräumige Verteilung in unserer Milchstraße.